# Fixador de cabell

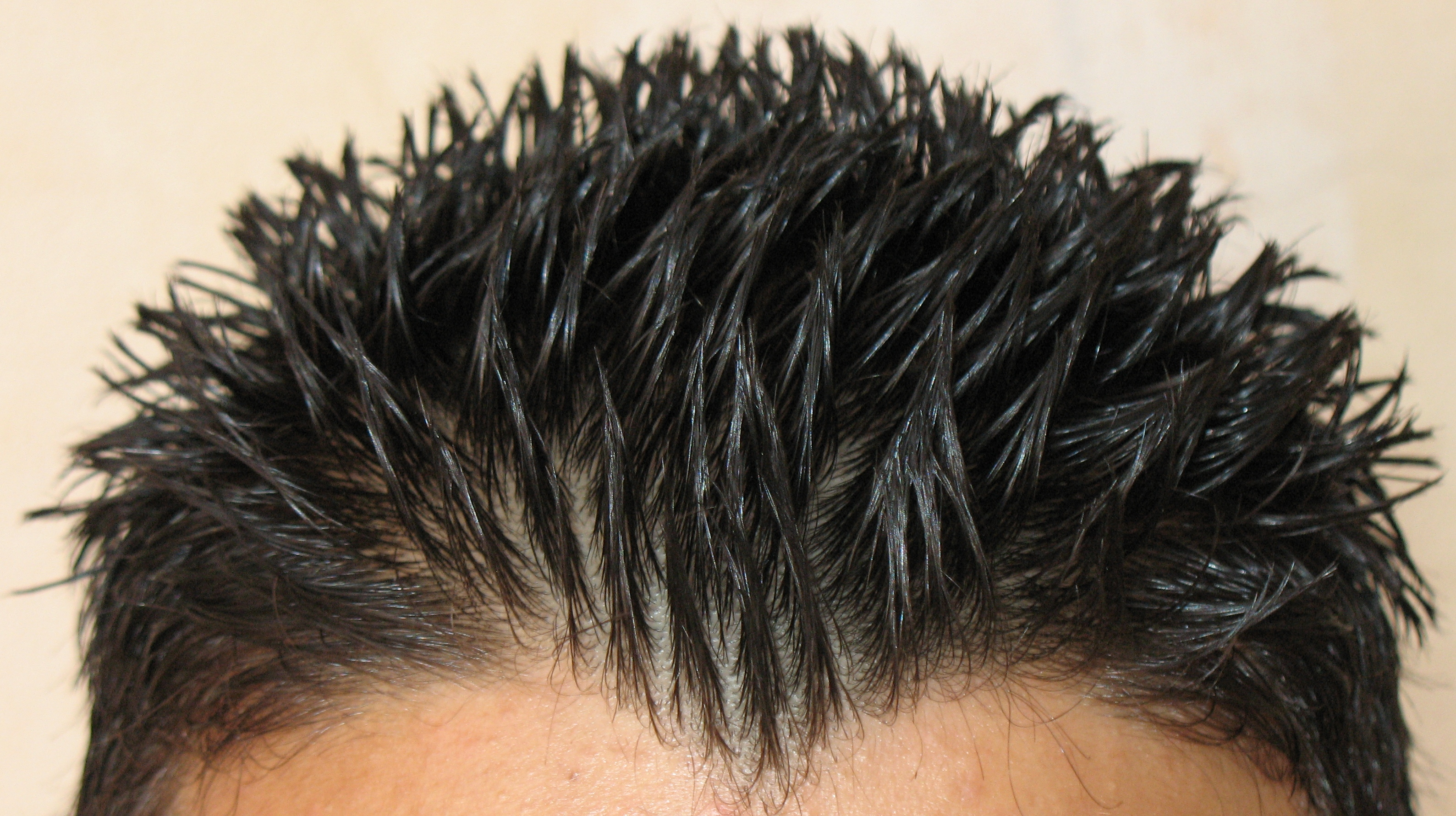
Pentinat amb fixador

El fixador de cabells o gel de cabells és un producte pel cabells que s'utilitza per donar forma i fixar els cabells en un pentinat particular.

## Història
L'anàlisi de les antigues mòmies egípcies ha demostrat que es pentinaven els cabells amb un gel a base de greix. Els investigadors de l'anàlisi asseguren que els egipcis utilitzaven el producte per assegurar-se que el seu pentinat romangués al seu lloc tant en la vida com en la mort. Natalie McCreesh, científica arqueòloga del Centre KNH d'Egiptologia Biomèdica de la Universitat de Manchester, Anglaterra, i els seus col·laboradors van estudiar mostres de cabells extretes de 18 mòmies. La més antiga té aproximadament 3.500 anys, però la majoria foren excavades en un cementiri a l'oasi de Dakhleh al desert occidental i daten d' època grecoromana, fa uns 2.300 anys.
Es va descobrir que el cos trobat al pantà irlandès de "Clonycavan", datat per radiocarboni entre el 392 aC i el 201 aC, havia utilitzat un gel de cabells fet de resina de pi importada d'Espanya o del sud-oest d'Occitània.
L'any 1914, en una petita farmàcia situada al cor de Buenos Aires, Argentina, l'estudiant veterinari José Antonio Brancato va crear el primer fixador per als cabells, que portaria el nom de gomina com a marca registrada. Per això, va barrejar goma aràbiga, tragacant persa i diferents essències. Aviat la paraula "gomina" es va convertir en sinònim de fixador. El fixador va acabar desplaçant els sabons i altres olis utilitzats per a aquest propòsit.
El 1929, la companyia britànica Chemico Works va inventar Brylcreem, que es va convertir en el líder del mercat entre els productes per a la perruqueria tant al Regne Unit com als Estats Units durant les dècades següents.
Als anys seixanta es va inventar el gel modern per als cabells als Estats Units, pel que després seria rebatejat com a DEP Corporation. Comercialitzat sota el nom de marca DEP, el seu inventor, Luis Montoya, va donar aquest nom al modern gel del cabells, en reconeixement de la substància que li va donar la seva consistència única i no greixosa: el "ftalat de dietil", generalment abreujat com DEP

## Tipus

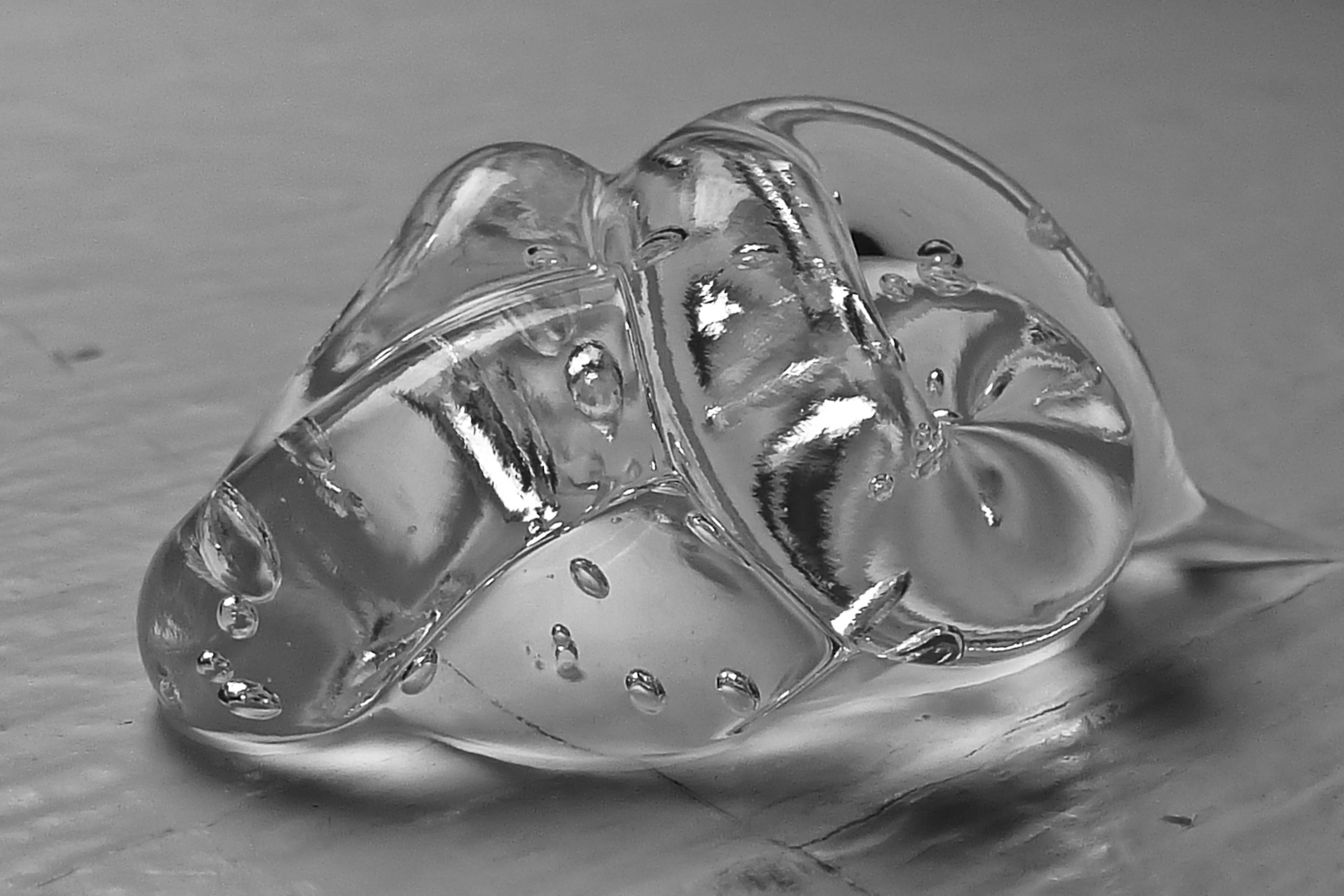
Gota de gel de cabells

Moltes marques de gel per als cabells a Amèrica del Nord i al Regne Unit tenen variants numerades. Els gels amb un nombre més elevat mantenen un major "manteniment" dels cabells, mentre que els nombres més baixos no fan els cabells tan rígids i en alguns productes donen un aspecte humit a la cabellera. Una categoria que normalment es coneix com a gels "ètnics" està dissenyada i fabricada específicament per a esculpir la textura dels cabells comuna a persones d'ascendència africana. Altres grups ètnics coneguts per l'ús del gel per als cabells són els mediterranis, europeus de l'est i llatinoamericans.
Algunes formes de gel per als cabells es comercialitzen per als consumidors que volen "picar" els cabells a l'estil sorgit de la subcultura hardcore punk a la dècada de 1980. Alguns gels de cabells inclouen el colorant temporal dels cabells, que inclou variants de colors antinaturals associats a diverses subcultures.

### Polímers catiònics
Els polímers catiònics es troben entre els principals components funcionals del gel per als cabells. Les càrregues positives en els polímers fan que s'estenguin, fent que el gel sigui més viscós. Els gels de cabells resisteixen a les conformacions naturals de proteïnes i permeten el disseny i el textura dels cabells, perquè el polímer estirat ocupa més espai que un polímer enrotllat i resisteix així el flux de molècules de dissolvents que hi ha al seu voltant. Les càrregues positives també uneixen el gel als aminoàcids carregats negativament a la superfície de les molècules de queratina als cabells.